# Bridget St John
Bridget St John, pseudonimo di Bridget Hobbs (Londra, 4 ottobre 1946), è una cantautrice britannica, conosciuta in particolare per i tre album incisi tra il 1969 e il 1972 per la Dandelion di John Peel (che ha prodotto il suo album di debutto, Ask Me No Questions).

## Biografia
Bridget St John ha registrato per la BBC Radio e per diverse Peel Sessions e girato in tour attraverso il circuito dei festival britannici. La sua popolarità è arrivata all'acme nel 1974, quando un sondaggio curato dal Melody Maker tra i suoi lettori la indicò come quinta più popolare cantante donna del momento.
Bridget St John ha indicato in John Martyn il proprio mentore chitarristico (e lo stesso Martyn ha suonato in alcuni suoi dischi).
Il suo secondo album, Songs for the Gentle Man, è stato prodotto da Ron Geesin. Dopo Thank You For..., del 1972, nel 1974 ha inciso per la Chrysalis Records Jumblequeen (in cui appaiono Stefan Grossman e membri dei King Crimson e dei Jethro Tull). Nel 1976 si è trasferita al Greenwich Village, scomparendo dalla scena musicale.
È riapparsa nel 1999, ad un tributo a Nick Drake svoltosi a New York, eseguendo Northern Sky e One of These Things First.
Nel 2006 ha girato in tour il Giappone, insieme alla musicista minimalista francese Colleen.
Oltre agli album solisti, Bridget St John è stata ospite di diversi artisti (di Kevin Ayers in Shooting at the Moon del 1970, e nel brano Jolie Madame; di Mike Oldfield in Amarok del 1990; di Robin Frederick).
Nel 2007 ha partecipato a The Unfairground, album di Kevin Ayers del 2007 (duettano nel brano Baby Come Home).
È stata descritta da John Peel come "la migliore cantautrice del paese" ("the best singer/songwriter in the country").

## Album
- Top Gear (BBC) 1969 (include quattro brani di Bridget St John)
- Ask Me No Questions (Dandelion) 1969
- Songs for the Gentle Man (Dandelion) 1971
- Thank You For... (Dandelion) 1972
- Jumblequeen (Chrysalis) 1974
- Take the 5ifth (Road Goes on Forever) 1996